# Thomas Tipton (Politiker)

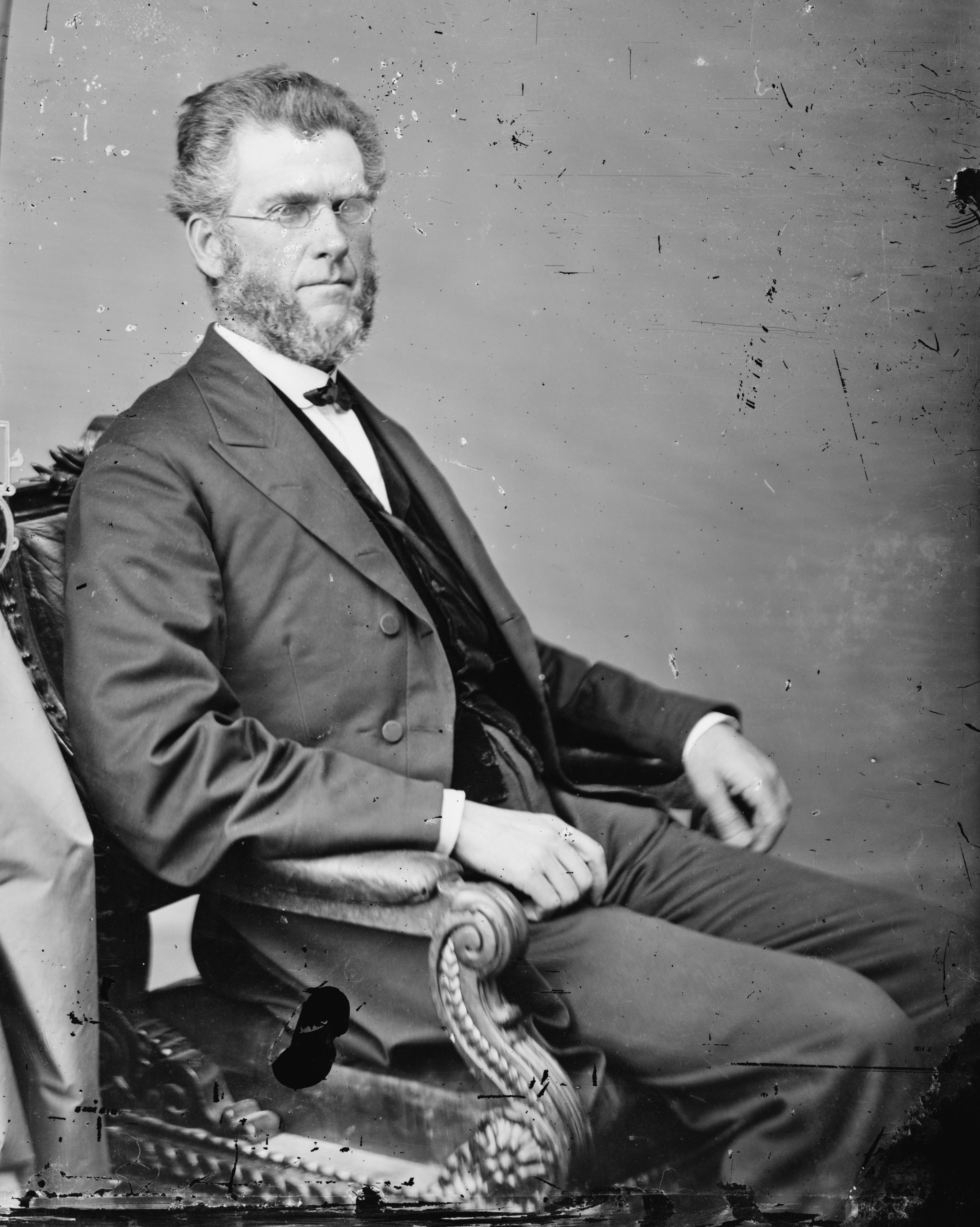
Thomas Tipton

Thomas Weston Tipton (* 5. August 1817 in Cadiz, Harrison County, Ohio; † 26. November 1899 in Washington, D.C.) war ein US-amerikanischer Politiker, der den Bundesstaat Nebraska im US-Senat vertrat.

## Leben
Tipton besuchte das Allegheny College in Meadville und studierte bis 1840 klassische Altertumswissenschaften am Madison College in Pennsylvania. Danach studierte er die Rechtswissenschaften und war als 1844 als Anwalt tätig. 1845 wurde er als Abgeordneter in das Repräsentantenhaus von Pennsylvania gewählt. Von 1849 bis 1852 hatte er ein Amt im Land Office inne, einer Behörde, die für die Verteilung von Land an neue Siedler zuständig war. Danach kehrte er in den Anwaltsberuf zurück, den er ab 1853 in McConnelsville ausübte. 1856 wurde er zum Priester der Methodist Episcopal Church geweiht. Um 1859 zog er nach Brownville im Nebraska-Territorium um und schloss sich der Congregational Church an. 1859 war er Mitglied einer verfassunggebenden Versammlung für Nebraska, 1860 Mitglied des Territorialrats.
Im Bürgerkrieg war Tipton von 1861 bis 1865 Kaplan des 1. Freiwilligen Infanterieregiments (später Kavallerieregiments) Nebraskas, das auf der Seite der Union kämpfte. 1865 wurde er als „Assessor of internal revenue“ Steuerbeamter im Nebraska-Territoriums, 1867 wieder Mitglied einer verfassunggebenden Versammlung für Nebraska.
Nach der Aufnahme Nebraskas als Staat der Vereinigten Staaten war er von 1867 bis 1875 als Republikaner Mitglied des US-Senats. Danach kehrte er wiederum in den Anwaltsberuf zurück und kandidierte 1880 vergebens um den Posten des Gouverneurs von Nebraska. Tipton starb 1899 in Washington und liegt dort auf dem Rock Creek Cemetery begraben.

## Veröffentlichungen
- Forty Years of Nebraska At Home and In Congress. State Journal Co., Lincoln 1902 in der Google-Buchsuche-USA